# Euterpiodes blepta
Euterpiodes blepta är en fjärilsart som beskrevs av Willie Horace Thomas Tams 1930. Euterpiodes blepta ingår i släktet Euterpiodes och familjen nattflyn. Inga underarter finns listade i Catalogue of Life.